# Odznaczeni Orderem Orła Białego w latach 1939–1990
Odznaczeni Orderem Orła Białego w latach 1939–1990 – kawalerowie Orderu Orła Białego, którym został on przyznany na mocy postanowienia kolejnych Prezydentów Rzeczypospolitej Polskiej na Obczyźnie w latach 1939–1990, będących legalnymi sukcesorami prezydenta II RP Ignacego Mościckiego, zmuszonego do opuszczenia Polski po agresji niemiecko-sowieckiej na Polskę we wrześniu 1939 i okupacji całego terytorium Polski przez III Rzeszę i ZSRR. Każdy Prezydent RP na wychodźstwie był z urzędu również kawalerem tego orderu.

## Rys historyczny
Ustanowiony w 1705 Order Orła Białego został odnowiony przez Sejm Rzeczypospolitej Polskiej w 1921 jako najwyższe odznaczenie państwowe Rzeczypospolitej Polskiej. Nadawany był w celu nagradzania znamienitych zasług zarówno cywilnych jak i wojskowych, położonych w czasie pokoju lub wojny dla chwały i pożytku Rzeczypospolitej. Mógł być przyznawany osobom, które istotnie i wybitnie przyczyniły się do odzyskania lub utrwalenia niepodległości i zjednoczenia Polski albo do jej rozkwitu, zarówno obywatelom polskim jak i cudzoziemcom, również pośmiertnie.
1 września 1939 roku Polska została napadnięta przez hitlerowskie Niemcy. Zgodna z ustaleniami paktu Ribbentrop-Mołotow agresja sowiecka 17 września 1939 spowodowała opuszczenie kraju tego samego dnia przez prezydenta Ignacego Mościckiego, który przekroczył wraz z rządem granicę z Rumunią, gdzie w dwa dni potem został internowany i dnia 30 września złożył urząd, nominując uprzednio na swoje stanowisko przebywającego w Paryżu Władysława Raczkiewicza.
Ponieważ ciągłość Państwa Polskiego nie została przerwana i kontynuowano nadawanie orderów i odznaczeń, Order Orła Białego pozostał najważniejszym polskim odznaczeniem, chociaż nadawano go odtąd poza granicami kraju. Po pokonaniu Niemiec hitlerowskich i ustanowieniu w Polsce władzy komunistycznej polski rząd na uchodźstwie utracił poparcie międzynarodowe, ale działał do odzyskania suwerenności i wyborów prezydenckich w 1990 roku. Nie licząc kolejnych sześciu Prezydentów RP na Obczyźnie, w latach 1939–1990 Orderem Orła Białego odznaczono łącznie dziesięć osób, w tym czterech obcokrajowców i cztery osoby pośmiertnie. Jedynie dwóch Polaków uhonorowano tym orderem za życia: księcia Eustachego Kajetana Sapiehę i kardynała Władysława Rubina, który odznaczenie otrzymał na dwa miesiące przed śmiercią. Wykonaniem insygniów zajmowała się londyńska firma „Spink and Son Ltd.”.
W okresie PRL order ten nie był przyznawany. Dekret PKWN z 22 grudnia 1944 o orderach, odznaczeniach oraz medalach wymieniał Order Orła Białego jako jedno z odznaczeń państwowych, nadawanych przez Prezydium KRN, lecz nikomu nie został on nadany (choć w pewnym momencie rozważano przyznanie Orderu Orła Białego przywódcy ZSRR Józefowi Stalinowi). Formalnie odznaczenie to zostało w PRL zniesione na mocy ustawy z 17 lutego 1960 o orderach i odznaczeniach, która zgodnie ze swym art. 29 uchyliła dotychczasowe przepisy, którymi ustanowione zostały ordery i odznaczenia, zatem również ustawę z 4 lutego 1921 o ustanowieniu Orderu Orła Białego. W randzie najwyższego odznaczenia państwowego zastąpił go odtąd ustanowiony w 1949 Order Budowniczych Polski Ludowej. 
W III RP order został przywrócony na mocy nowej ustawy o orderach i odznaczeniach, obowiązującej od 23 grudnia 1992.

## Statystyka odznaczeń
Liczba odznaczonych obejmuje Prezydentów RP
| Prezydent (kawaler orderu) | Prezydent (kawaler orderu) | Lata urzędowania | Liczba odznaczonych | Dane szczegółowe | Dane szczegółowe | Dane szczegółowe | Dane szczegółowe |
| Prezydent (kawaler orderu) | Prezydent (kawaler orderu) | Lata urzędowania | Liczba odznaczonych | Polacy           | Cudzoziemcy      | Żyjącym          | Pośmiertnie      |
| -------------------------- | -------------------------- | ---------------- | ------------------- | ---------------- | ---------------- | ---------------- | ---------------- |
| 1.                         | Władysław Raczkiewicz      | 1939–1947        | 5                   | 3                | 2                | 3                | 2                |
| 2.                         | August Zaleski             | 1947–1972        | 6                   | 4                | 2                | 4                | 2                |
| 3.                         | Stanisław Ostrowski        | 1972–1979        | 1                   | 1                | 0                | 1                | 0                |
| 4.                         | Edward Bernard Raczyński   | 1979–1986        | 1                   | 1                | 0                | 1                | 0                |
| 5.                         | Kazimierz Sabbat           | 1986–1989        | 1                   | 1                | 0                | 1                | 0                |
| 6.                         | Ryszard Kaczorowski        | 1989–1990        | 2                   | 2                | 0                | 2                | 0                |
| Razem                      | Razem                      | Razem            | 16                  | 12               | 4                | 12               | 4                |

## Odznaczeni
Chronologicznie, numeracja od 1705 roku
| Nr    | Odznaczony | Odznaczony                             | Profesja i funkcja                                   | Postanowienie        | Uwagi         |
| ----- | ---------- | -------------------------------------- | ---------------------------------------------------- | -------------------- | ------------- |
| 1305. |            | Władysław Raczkiewicz                  | prawnik, polityk BBWR, prezydent Polski              | 30 września 1939     | ex officio    |
| 1306. |            | Herman Lieberman                       | prawnik, polityk PPS, minister                       | 21 października 1941 | pośmiertnie   |
| 1307. |            | Manuel Ávila Camacho                   | wojskowy, prezydent Meksyku                          | grudzień 1942        | obcokrajowiec |
| 1308. |            | Władysław Sikorski                     | wojskowy, polityk SPD, premier                       | 14 lipca 1943        | pośmiertnie   |
| 1309. |            | Biszara al-Churi                       | prawnik, prezydent Libanu                            | 17 października 1946 | obcokrajowiec |
| 1310. |            | August Zaleski                         | dyplomata, polityk BBWR, prezydent Polski            | 9 czerwca 1947       | ex officio    |
| 1311. |            | Abd al-Ilah                            | wojskowy, emir, regent Iraku                         | 20 października 1947 | obcokrajowiec |
| 1312. |            | Tadeusz Tomaszewski                    | prawnik, polityk PPS, premier                        | 11 sierpnia 1950     | pośmiertnie   |
| 1313. |            | Carlo Chiarlo                          | włoski kardynał, nuncjusz apostolski                 | 20 lutego 1951       | obcokrajowiec |
| 1314. |            | Eustachy Sapieha                       | książę, polityk BBWR, dyplomata                      | 7 sierpnia 1959      | –             |
| 1315. |            | Michał Tadeusz Tokarzewski-Karaszewicz | wojskowy, twórca konspiracyjnej SZP                  | 23 maja 1964         | pośmiertnie   |
| 1316. |            | Stanisław Ostrowski                    | lekarz, polityk BBWR, prezydent Polski               | 9 kwietnia 1972      | ex officio    |
| 1317. |            | Edward Bernard Raczyński               | prawnik, dyplomata, prezydent Polski                 | 8 kwietnia 1979      | ex officio    |
| 1318. |            | Kazimierz Sabbat                       | przedsiębiorca, działacz polonijny, prezydent Polski | 8 kwietnia 1986      | ex officio    |
| 1319. |            | Ryszard Kaczorowski                    | księgowy, działacz polonijny, prezydent Polski       | 19 lipca 1989        | ex officio    |
| 1320. | –          | Władysław Rubin                        | duchowny, kardynał, działacz polonijny               | 30 września 1990     | –             |